# Petrolândia (Pernambuco)
Petrolândia es un municipio brasileño del estado de Pernambuco, Región Nordeste del país. Tiene una población estimada al 2020 de 36901 habitantes. La antigua ciudad de Petrolândia fue inundada para la instalación de una hidroeléctrica, la nueva ciudad fue fundada en 1988.
Se asienta en los márgenes del Río San Francisco y a una distancia de aproximadamente 404 km de la capital pernambucana, Recife.
Petrolândia es la capital pernambucana del cultivo de Coco, en el que confiere la Ley N.º 14.591, de 21 de marzo de 2012, como Capital Pernambucana da Coconicultura.

## Historia

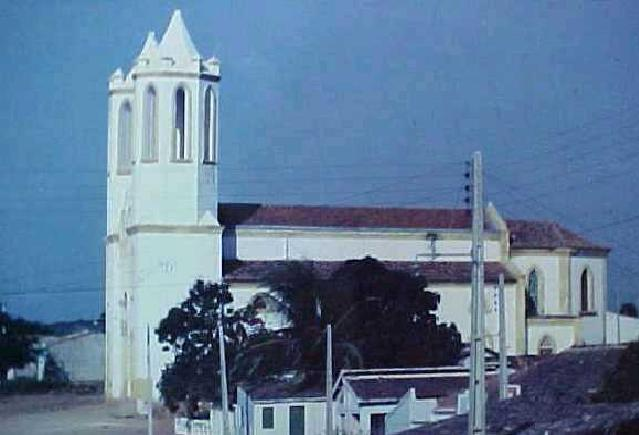
Iglesia Matriz de la antigua Petrolândia.

La colonización de la región comenzó en el siglo XVIII, cuando se fundaron las haciendas Brejinho da Serra y Brejinho de Fora. Los primeros núcleos de población surgieron donde había un frondoso árbol de jatobá y un bebedero para el ganado. A causa de eso, el poblado quedó conocido como Bebedouro de Jatobá.
En 1877, la región recibió la visita del Emperador Pedro II, que ordenó la construcción de un ferrocarril y de muelles en el río San Francisco para el comercio fluvial.
En 1887, la sede del municipio de Tacaratu se transfirió al poblado de Jatobá, que más tarde sería elevada a la categoría de ciudad el 1 de julio de 1909. El municipio recibió la actual denominación en homenaje al Emperador Pedro II.
La historia del municipio pasó por una enorme transformación los años 80 debido a la construcción de la Fábrica Hidroeléctrica Luiz Gonzaga, que resultó en la inundación de la antigua ciudad por el lago de Itaparica y obligó a trasladar a los habitantes a la actual ciudad en 1988.

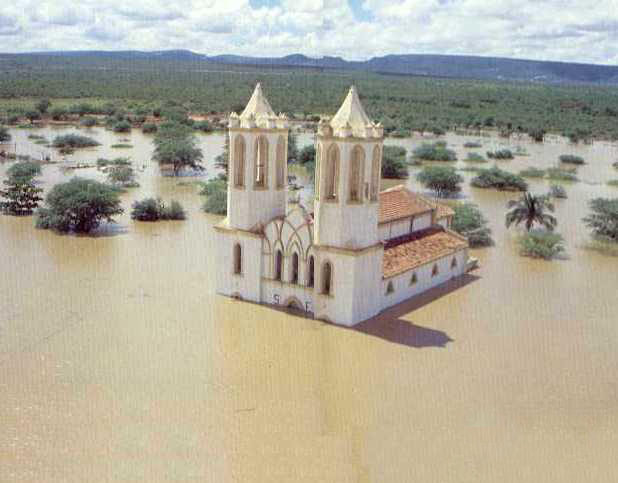
Iglesia Matriz de la antigua Petrolândia sumergida por las aguas del río San Francisco.

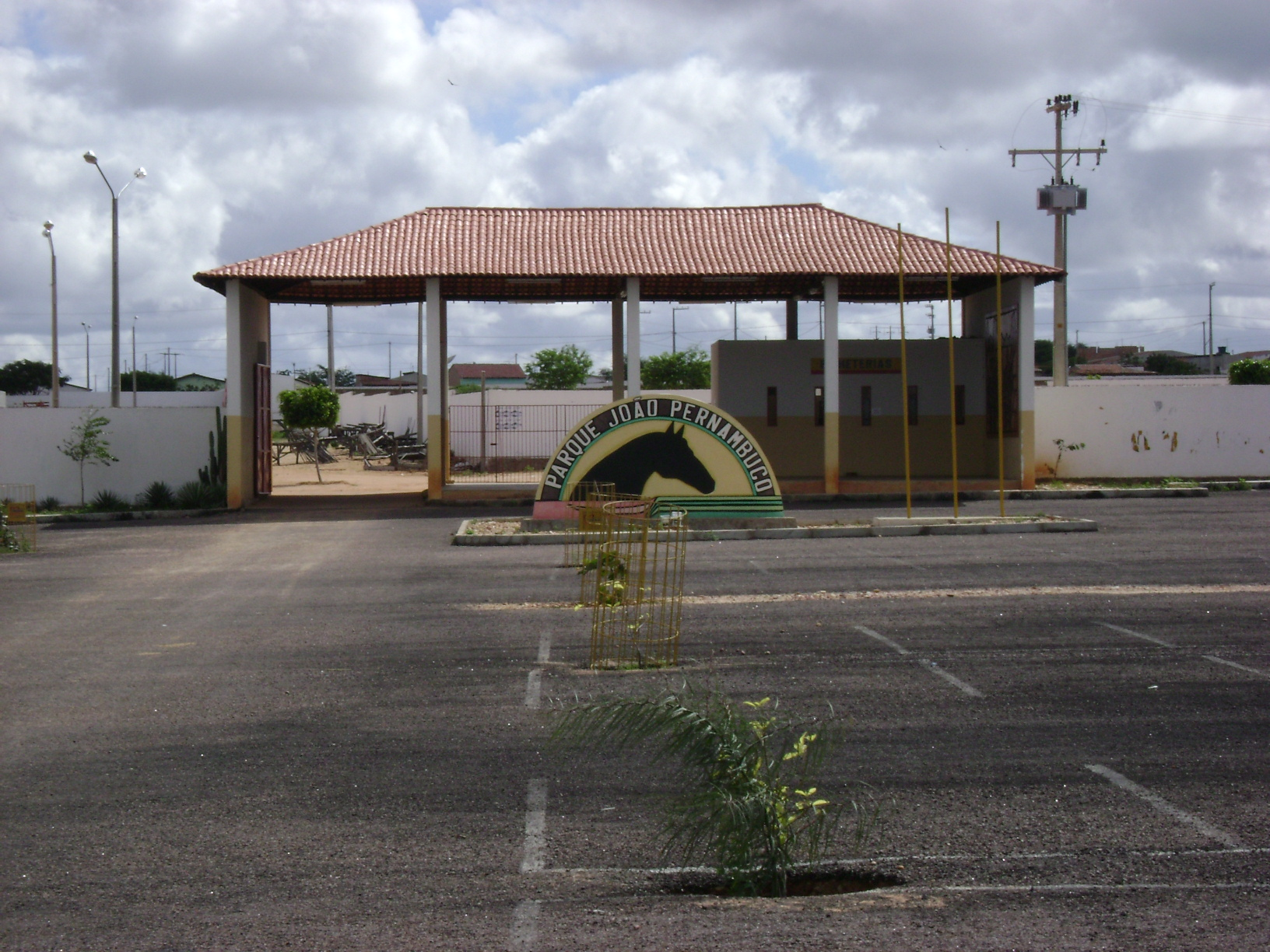
Parque de Vaquejada João Pernambuco.